# Atézolizumab

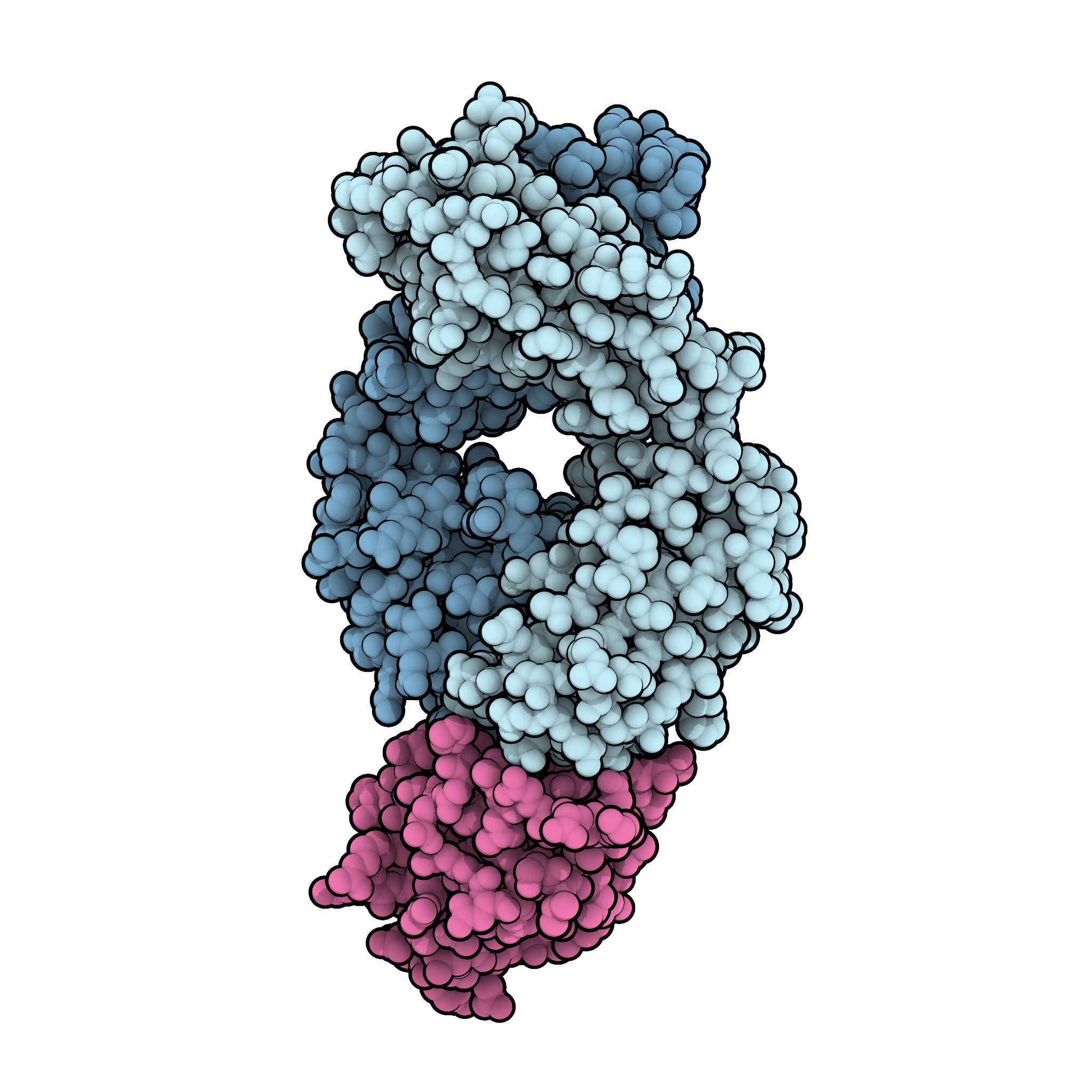
Représentation 3D de l'anticorps monoclonal atézolizumab.

L'atézolimumab est un anticorps monoclonal dirigé contre le PD-L1 (« Programmed death-ligand 1 ») . Ce médicament est commercialisé avec l'indication de traitement du cancer du foie (carcinome hépatocellulaire). La haute autorité de santé lui a accordé un service médical rendu important .

## Mode d'action
L'atézolizumab est un anticorps monoclonal humanisé contre le PD-L1. Il permet d'activer la migration, la prolifération et la production de cytokines par les lymphocytes T.

## Efficacité
Il a été testé dans les cancers de la vessie métastatiques, dans les cancers bronchiques non à petites cellules (contre le docetaxel), en première ligne dans le cancer bronchique à petites cellules évolué, dans le cancer du rein métastatique, dans certains cancers du sein, dit triple négatif, avec des effets prometteurs. Il agit tant sur les cancers métastatiques de la vessie résistants au cisplatine qu'en première ligne, chez les patients inéligibles à un traitement par ce dernier.
Dans les cancers du foie non résécables, associé au bévacizumab, il est plus efficace en termes de durée de rémission que le sorafénib.

## Autorisation de mise sur le marché (AMM)
L'agence américaine du médicament (FDA) a approuvé le 18 octobre 2016 dans le traitement du cancer du poumon métastatique non à petites cellules (NSCLC) dans les situations où la maladie continue à évoluer sous chimiothérapie à base de sel de platine. La dose recommandée est de 1 200 mg d'atézolizumab en perfusion intraveineuse de 60 minutes toutes les trois semaines.
L'agence européenne du médicament lui a accordé une AMM sous le nom de spécialité de TECENTRIQ au bénéfice de ROCHE REGISTRATION GMBH en date du 7/03/2018 .
L'agence du médicament française l'a réservé à l'usage hospitalier en prescription restreinte au service de cancérologie et d'oncologie médicale .

## Commercialisation
L'atézolizumab a été mis au point aux États-Unis par Genentech, filiale du groupe pharmaceutique Hoffmann-La Roche. En Europe, c'est le laboratoire Roche qui est chargé du développement. 